# アンナ・エレオノーレ・フォン・ヘッセン＝ダルムシュタット
アンナ・エレオノーレ・フォン・ヘッセン＝ダルムシュタット（Anna Eleonore von Hessen-Darmstadt, 1601年7月30日 - 1659年5月6日）は、ドイツのヘッセン＝ダルムシュタット方伯家の公女で、ブラウンシュヴァイク＝カレンベルク公ゲオルクの妻。

## 生涯
ヘッセン＝ダルムシュタット方伯ルートヴィヒ5世とその妻でブランデンブルク選帝侯ヨハン・ゲオルクの娘であるマグダレーナの間の第2子、次女として生まれた。1617年12月14日にダルムシュタットにおいて、ゲオルクと結婚した。2人の結婚式は多数の諸侯が参列する盛大なものだった。
アンナ・エレオノーレは夫を動かして政治的影響力を振るい、特にヘッセン＝マールブルク方伯領の相続をめぐって実家ヘッセン＝ダルムシュタット家とヘッセン＝カッセル家の間で繰り広げられたヘッセン戦争（Hessenkrieg）に実家を支援すべく介入した。一方、夫のゲオルクも神聖ローマ皇帝家（ハプスブルク家）と縁の深い妻の実家ダルムシュタット家を利用して権勢を高めようとした。アンナ・エレオノーレは父ルートヴィヒ5世との間に、政治問題を論じ合った膨大な往復書簡を遺している。
1641年に死去した夫は遺書の中で、アンナ・エレオノーレに義兄のリューネブルク侯フリードリヒ4世、実弟のブラウバッハ方伯ヨハンと共同で未成年の息子たちの後見に当たるように言い渡した。アンナ・エレオノーレは義兄を差し置き、弟ヨハンにブラウンシュヴァイク＝リューネブルク公領全体の軍隊の最高指揮権を授け、公国の実権を掌握させた。
アンナ・エレオノーレは、子供たちを産み育ててきた以前からの居城であるヘルツベルク・アム・ハルツのヘルツベルク城（Schloss Herzberg）をそのまま隠居所とし、亡くなるまで住み続けた。この城は現在のイギリス王室の揺籃の地ということになる。

## 子女
夫ゲオルクとの間に4男4女の計8人の子女をもうけた。
- マグダレーネ（1618年）
- クリスティアン・ルートヴィヒ（1622年 - 1665年） - カレンベルク侯、リューネブルク侯
- ゲオルク・ヴィルヘルム（1624年 - 1705年） - カレンベルク侯、リューネブルク侯、ザクセン＝ラウエンブルク公
- ヨハン・フリードリヒ（1625年 - 1679年） - カレンベルク侯
- ゾフィー・アマーリエ（1628年 - 1685年） - 1643年、デンマーク王フレデリク3世と結婚
- ドロテア・マグダレーネ（1629年 - 1630年）
- エルンスト・アウグスト（1629年 - 1698年） - ハノーファー選帝侯
- アンナ（1630年 - 1636年）